# Molophilus capitatus
Molophilus capitatus är en tvåvingeart som beskrevs av Alexander 1927. Molophilus capitatus ingår i släktet Molophilus och familjen småharkrankar. Inga underarter finns listade i Catalogue of Life.